# إد ميكان
إد ميكان (بالإنجليزية: Ed Mikan) مواليد 20 أكتوبر 1925 - الوفاة 22 أكتوبر 1999، كان لاعب كرة سلة أمريكي. بدأ مسيرته الاحترافية في سنة 1948. تم اختياره من قبل فريق شيكاغو ستايغس خلال الدرافت. بلغ طوله 6 قدم 8 بوصة (2.0 م). اعتزل اللعب في 1954.

## المسيرة الاحترافية
لعب مع شيكاغو ستايغس في موسم 1948–49–1949، ثم لعب مع سكرامنتو كينغز من سنة 1949 إلى 1951، ثم لعب مع واشنطن كابيتولز في سنة 1950، ثم لعب مع غولدن ستايت ووريورز من سنة 1950 إلى 1953، ثم لعب مع بوسطن سيلتكس في موسم 1953–1954.

## روابط خارجية
- إد ميكان على موقع إن بي أي (الإنجليزية)
- إد ميكان على موقع سبورتس رفرنس (الإنجليزية)
- إد ميكان على موقع كلية كرة السلة في سبورتس رفرنس.كوم (الإنجليزية)
- إد ميكان على موقع ريلجم (الإنجليزية)
- إد ميكان على موقع بروبوليرز (الإنجليزية)